# 1986年半山芭监狱骚乱
1986年半山芭监狱骚乱是发生于1986年10月17日至10月22日，在马来西亚吉隆坡半山芭监狱的一起囚犯挟持人质事件，由罪犯蔡捷成领导。一群囚犯扣押了两名监狱工作人员（一名医生和一名医药助理）作为人质，事件持续了六天才结束，没有人员伤亡。最终，几名带头的罪犯被绞死。此事件曾轰动国内外。

## 主谋
整起案件的主谋如下：
- 蔡捷成（又名“占米”，37岁），新加坡公民
- 黄来发（24岁）
- 沈亚南（19岁）
- 林福成（29岁）
- 方文武（26岁）
- 叶仕强（21岁）

## 案发过程
1986年10月17日，6名华裔候审犯在半山芭监狱挟持了2名人质，要求修改控状，事件持续了6天5夜。被挟持的人质是皮肤专科医生莫哈末拉兹及助理阿都阿兹。
消息传出后，全国震惊。狱卒厉声命令所有在用餐的囚犯放下汤匙后，喊道“Semua Masuk Bilik！”（所有人回去囚室）。警方立即派员前往监狱，与嫌犯对峙。涉案的候审犯包括蔡捷成、黄来发、沈亚南、林福成、方文武和叶仕强。蔡集成是新加坡公民，曾是警察，因偷车时杀死警察而被送入监狱。
警方多次尝试与嫌犯对话，但嫌犯只愿与刘贤宗副警监谈判。期间，警方提供食物，但嫌犯只让人质吃，他们则吃快熟面。
嫌犯提出两次要求：修改控状和提供车辆逃跑。警方多次谈判无果，随后请来嫌犯家属劝降。嫌犯内部开始出现分歧。
谈判期间，监狱内外发生许多事。3000多名囚犯因未能洗澡而脾气暴躁，当局拒绝他们出囚房洗澡。另外，警方接受一名巫师依布拉欣末赛因施法让囚犯投降。期间，时任首相马哈迪·莫哈末及内政部副部长美格朱聂等也亲自到场了解最新进展。

## 警方行动
69特种部队警员纳祖拉丁曹长和其他特警队队友接获时任首相马哈迪·莫哈末指示不能在抢救人质过程中发生流血事件。10月22日下午5时25分，武吉阿曼警察总部的突击队在囚犯内应方文武的帮助下，迅速行动，仅用一分钟就制服了所有囚犯，成功解救人质。
纳祖拉丁一行12人在过程中未开一枪，只是手持木棍展开突击。囚犯试图杀害人质，但被方文武保护。事后，方文武因协助警方被送往设施较好的加影监狱。

## 审判
1986年12月11日，六名闹事扣留犯被带上推事庭控以绑架的罪状。1989年10月10日，所有人都被送上绞刑台。

## 后续
参与的警员纳祖拉丁于1987年6月4日获册封英勇将领勋章（PGB）。